# 무들
무들(Moodle)은 오픈 소스 전자학습 플랫폼이다. 교육자의 온라인 학습을 지원하고 관리하는 것에 초점이 맞추어져 있다.

## 장점
- 커스터마이징 가능.
- 상용 솔루션에 비해 초기 도입 비용 및 업그레이드 비용 저렴

## 같이 보기
- LMS

## 참고
1. ↑  “Moodle 4.5.3 Release Notes”.
2. ↑  “Moodle License”. 2010년 6월 26일에 원본 문서에서 보존된 문서. 2010년 11월 19일에 확인함.